# Stułka cynamonowa

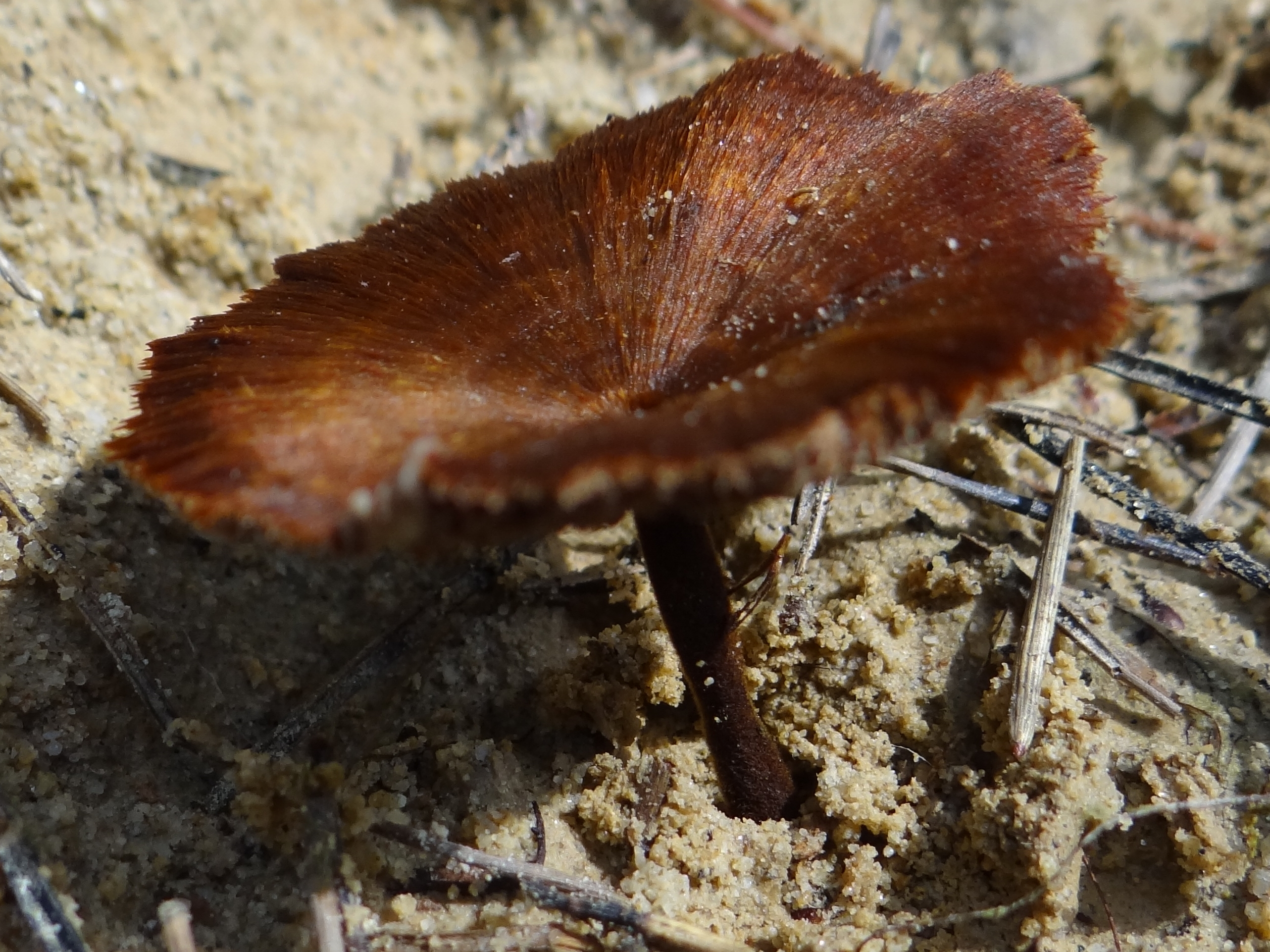
Stary owocnik

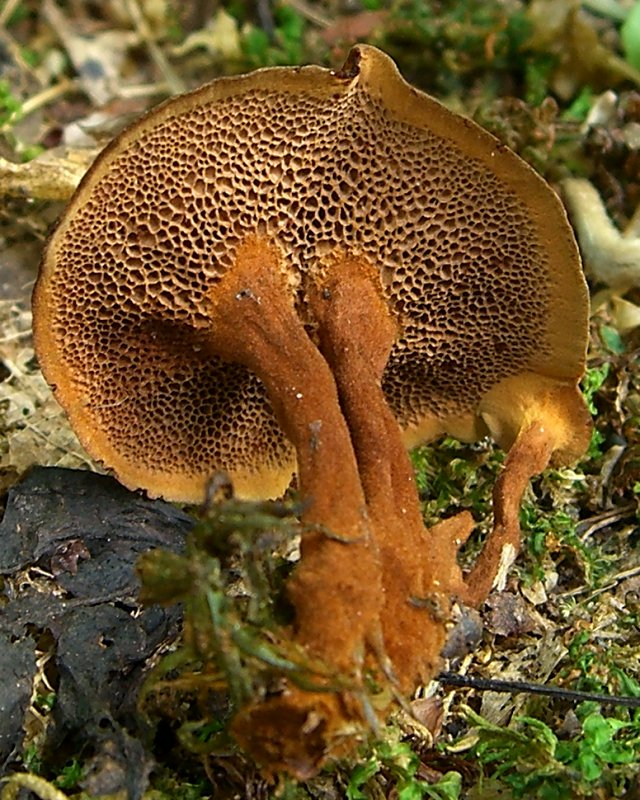
Hymenofor i trzon

Stułka cynamonowa (Coltricia cinnamomea (Jacq.) Murril) – gatunek grzybów z rodziny szczeciniakowatych (Hymenochaetaceae).

## Systematyka i nazewnictwo
Pozycja w klasyfikacji według Index Fungorum: Coltricia, Hymenochaetaceae, Hymenochaetales, Incertae sedis, Agaricomycetes, Agaricomycotina, Basidiomycota, Fungi.
Po raz pierwszy opisał go w roku 1787 Nicolaus Joseph von Jacquin, nadając mu nazwę Boletus cinnamomeus. Obecną, uznaną przez Index Fungorum nazwę, nadał mu w roku 1904 William Alphonso Murrill, przenosząc go do rodzaju Coltricia. Synonimów nazwy naukowej ma około 50.
Polską nazwę nadał Stanisław Domański w 1967 r.

## Morfologia
Kapelusz
Średnica 1,5–3 cm. Jest cienki i ma kształt kolisty, lejkowaty lub jest niemal płaski ze wzgórkiem w środku. Powierzchnia delikatnie jedwabista, lśniąca. Barwa czerwonobrunatna, rdzawa, kasztanowatordzawa lub purpurowobrązowa. Jest niewyraźnie promienisto strefowany wąskimi koncentrycznymi pręgami. Brzeg ostry, czasami pokryty słabo wykształconymi rzęskami. Czasami sąsiednie owocniki zrastają się z sobą.
Trzon
Wysokość 1,5–3 cm, grubość 3–4,5 cm, centralnie osadzony, walcowaty, przy podstawie zgrubiały. Powierzchnia filcowata, tej samej barwy co kapelusz.
Rurki
Rurki zbiegające nieco na trzon. Mają długość do 1–2 mm i kanciaste pory o średnicy 0,3–0,9(1,5) mm. Powierzchnia hymenoforu jest płowa w różnych odcieniach. Na jednym mm mieszczą się 2–3 pory. Po uciśnięciu nie sinieją.
Miąższ
Włóknisty, elastyczny, cienki, barwy cynamonowordzawej.
Cechy mikroskopowe
Wysyp zarodników rdzawy. Zarodniki elipsoidalne, gładkie, słabo dekstrynalne. Mają rozmiar 6–10 × 4,5–7 μm. Szczecinek brak, na przegrodach strzępek brak sprzążek.
Gatunki podobne
- stułka piaskowa (Coltricia perennis). Jest pospolita, większa i ma wyraźnie strefowany kapelusz,
- szczeciniak filcowaty (Onnia tomentosa). Ma niestrefowany kapelusz o barwie od szarobrązowej do cynamonowej i wewnątrz rurek posiada szczecinki[6].

## Występowanie i siedlisko
Występuje na wszystkich kontynentach, poza Antarktydą. W Polsce gatunek rzadki. Znajduje się na Czerwonej liście roślin i grzybów Polski. Ma status I – gatunek o nieokreślonym zagrożeniu. Znajduje się na listach gatunków zagrożonych także w Belgii, Niemczech, Szwecji, Finlandii.
Naziemny grzyb mykoryzowy rozwijający się na próchnicznej glebie w lasach liściastych, często wzdłuż dróg i ścieżek. Owocniki pojawiają się od lipca do września.